# لورن فاوست
لورن فاوست (انگلیسی: Lauren Faust؛ زادهٔ ۲۵ ژوئیهٔ ۱۹۷۴) یک پویانما اهل ایالات متحده آمریکا است. وی از سال ۱۹۹۴ میلادی تاکنون مشغول فعالیت بوده‌است.